# Gramzivost i pohlepa
Gramzivost i pohlepa je šesti studijski album srpskog garage rock/punk rock sastava Partibrejkers, kojeg je objavio Hi-Fi Centar 2002. godine. 

## Popis pjesama
Tekstovi: Zoran Kostić, glazba: Nebojša Antonijević.
| 1.    | »Pogledaj«             | 2:34 |
| 2.    | »Žurim«                | 2:42 |
| 3.    | »Razmetljivko«         | 4:42 |
| 4.    | »Noćas u gradu«        | 4:45 |
| 5.    | »Da li se još volimo«  | 4:45 |
| 6.    | »Svaki dan«            | 3:29 |
| 7.    | »Želim da svane«       | 3:16 |
| 8.    | »Gramzivost i pohlepa« | 3:49 |
| 9.    | »Puno lepih reči«      | 3:28 |
| 10.   | »Hej ljudi«            | 1:43 |
| 11.   | »Bez ljubavi«          | 3:28 |
| 38:09 |                        |      |

## Radili na albumu
Partibrejkers
- Nebojša Antonijević "Anton" — gitara, producent
- Zoran Kostić "Cane" — vokal

Dodatno osoblje
- Miloš Velimir "Buca" — bubnjevi na pjesmama 1, 3 do 7, 9, 11
- Darko Kurjak — bubnjevi na pjesmama 2, 8, 10
- Miodrag Karjanković "Miša" — bas-gitara
- Marin Petrić "Puroni" — udaraljke
- Bata-Bata — sintesajzer
- Talent Factory — dizajn, fotografija
- Vlada Negovanović — producent

## Vanjske poveznice
- Gramzivost i pohlepa na Discogs